# 黑熊森林
《黑熊森林》是2016年台灣紀錄片，由李香秀執導。講述玉山國家公園巡山員林淵源與屏科大教授黃美秀進行台灣黑熊野外調查的故事。

## 獎項
| 年份   | 頒獎典禮           | 獎項                   | 入圍者                 | 結果 |
| 2017年 | 台北電影節         | 最佳紀錄片             | 《黑熊森林》           | 提名 |
| 2017年 | 桃園電影節         | 台灣獎首獎             | 《黑熊森林》           | 獲獎 |
| 2018年 | 台灣國際紀錄片影展 | 台灣競賽               | 《黑熊森林》           | 提名 |
| 2019年 | 金曲獎             | 演奏類最佳專輯獎       | 《黑熊森林電影原聲帶》 | 提名 |
| 2019年 | 金曲獎             | 演奏類最佳專輯製作人獎 | 陳建年                 | 獲獎 |